# 前特羅珀爾格拉本河
49°5′4.24″N 10°57′48.55″E / 49.0845111°N 10.9634861°E
前特羅珀爾格拉本河（德語：Vorderer Troppelgraben），是德國的河流，位於該國東南部，由巴伐利亞負責管轄，屬於施瓦本雷扎特河的支流，河道全長3.8公里，流域面積3.2平方公里。